# Vol international

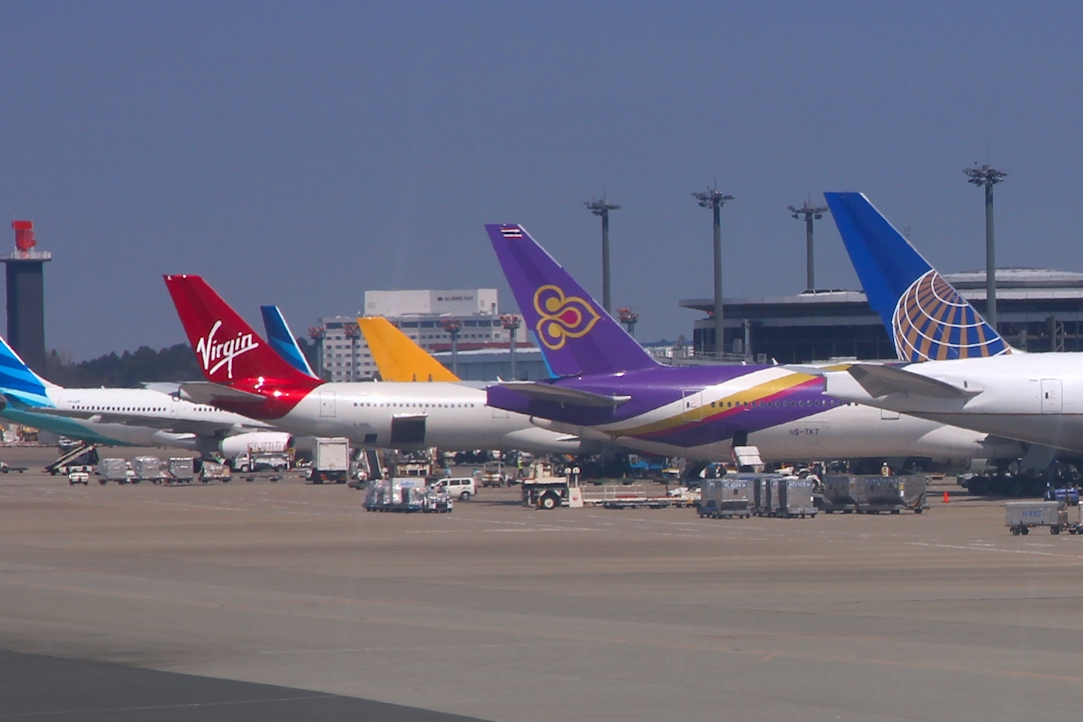
Variété d'avions de ligne à l'aéroport international de Narita. Tous les avions représentés sont arrivés au Japon à la suite de vols internationaux.

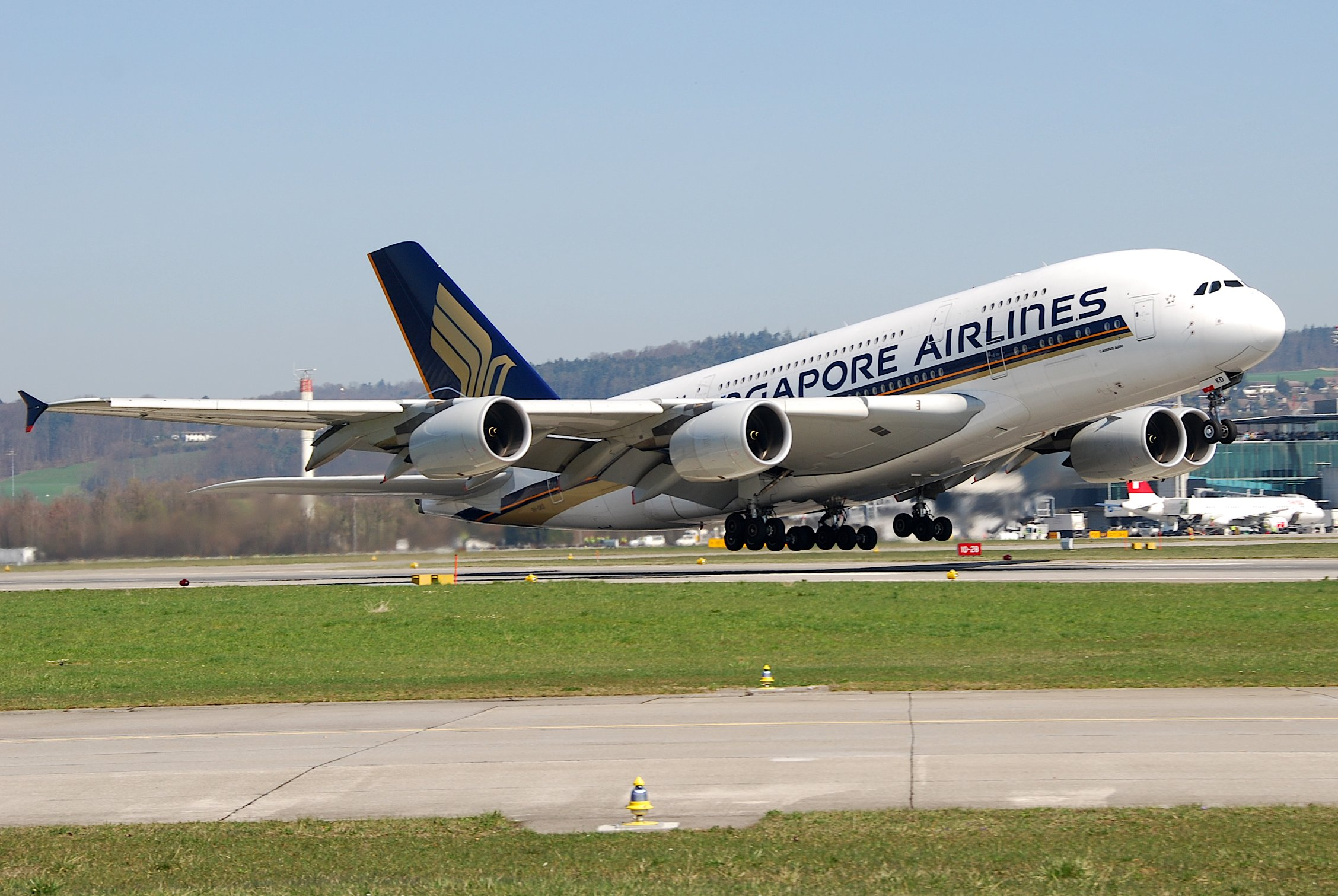
Des avions plus gros tels que l'Airbus A380 sont souvent utilisés pour les vols internationaux.

En aéronautique, un vol international est une forme de vol commercial au sein de l'aviation civile où le départ et l'arrivée ont lieu dans différents pays. 

## Historique
L'un des premiers vols entre deux pays a eu lieu le 7 janvier 1785, lorsque Jean-Pierre Blanchard et John Jeffries ont traversé la Manche en montgolfière. Il a fallu plus d'un siècle pour que le premier objet plus lourd que l'air répète ce processus: Louis Blériot a traversé la Manche le 25 juillet 1909, remportant le prix Daily Mail (en) de 1 000 £. 
La technologie de l'aviation s'est développée pendant la Première Guerre mondiale, l'aviation entre les deux guerres mondiales (en) ayant vu le développement des vols commerciaux internationaux. Il y avait une combinaison de types d'avions qui comprenaient des dirigeables et des avions. La première compagnie aérienne à exploiter des vols internationaux a été Chalk's Ocean Airways, établie en 1917, qui exploitait des services réguliers d'hydravions de la Floride aux Bahamas. Le premier service international régulier au monde a été assuré par British Aircraft Transport and Travel (en), de l'aérodrome de Hounslow Heath à celui du Bourget, près de Paris[réf. souhaitée]. 
Après la Seconde Guerre mondiale, les vols commerciaux internationaux ont été réglementés par la création de l'Association du transport aérien international et de l'Organisation de l'aviation civile internationale[réf. souhaitée]. 

## Description
Une différence importante entre les vols internationaux et nationaux est qu'avant d'embarquer dans l'avion (en), les passagers doivent subir les formalités de migration et, lorsqu'ils arrivent à l'aéroport de destination, ils doivent subir les formalités d'immigration et de douane, à moins que les pays de départ et d'arrivée ne soient membres du même zone de libre circulation, comme l'espace Schengen. 
Les aéroports desservant des vols internationaux sont appelés aéroports internationaux. 